# Gonchi: la película
Gonchi: la película es un documental uruguayo estrenado en abril de 2015. Dirigido por Luis Ara, relata los acontecimientos más relevantes de la vida personal y la carrera profesional del piloto de automovilismo Gonzalo «Gonchi» Rodríguez, fallecido trágicamente en 1999, en el circuito californiano de Laguna Seca. Sus realizadores fueron Luis Ara y Federico Lemos
La vida del deportista es contada a través de material y testimonios de pilotos como Mark Webber, Christian Horner, Juan Pablo Montoya, Adrián Fernández, Hélio Castroneves y Justin Wilson; también el director de carreras Charlie Whiting, además de su familia, amigos y antiguos compañeros de equipo en las distintas categorías en las que Daniel Rodríguez compitió.